# Eurygeophilus multistiliger
Eurygeophilus multistiliger är en mångfotingart som först beskrevs av Karl Wilhelm Verhoeff 1899.  Eurygeophilus multistiliger ingår i släktet Eurygeophilus och familjen storjordkrypare. Inga underarter finns listade i Catalogue of Life.